# Palm Beach (Aruba)
Palm Beach is een plaats en een strand in Aruba. Aan Palm Beach liggen enkele grote hotels, die ook wel de "Highrise-area" worden genoemd, vanwege het feit dat de meeste hotels gevestigd zijn in (voor Arubaanse begrippen) hoogbouw. Naast het Highrise-area heeft Aruba ook nog een Lowrise-area.
Naast de grote hotels aan het strand is er achter de hotels in de laatste jaren een aantal winkelcentra gebouwd.

## Opbouw
Naast een toeristengebied is Palm Beach tevens een plaats in Aruba. Het ligt net ten westen van Noord, en is gelegen aan een van de 7 hoofdwegen van Aruba, de 4-baans weg "Avenida Nelson Oduber" (voorheen Sasakiweg). Palm Beach is verbonden aan een buslijn van Arubus en is overdags 4 keer per uur te bereiken via het busstation in Oranjestad. In Palm Beach staan voornamelijk villa's, maar hebben verder landinwaarts ook hele straten waar voornamelijk residenten wonen. Op Palm Beach kan men rond de 20 minuten rechtdoor rijden voordat het einde is bereikt. De wegen hier zijn bij de hotel area vrij goed, maar zodra men naar de residentiële gebieden gaat worden ze slechter totdat ze uitkomen in zandwegen.
Arashi Beach · Baby Beach · Daimari Beach · Eagle Beach · Flamingo Beach* · Iguana Beach* · Mangel Halto · Palm Beach · Palmeiland* · Rodgers Beach

* privéstranden